# Higashikagawa
Higashikagawa è una città giapponese della prefettura di Kagawa.